# LaLa DX
Lala DX é uma revista japonesa de mangás shōjo publicada pela Hakusensha. Sua primeira edição foi em 9 de Julho de 1983 como um suplemento para a revista LaLa, no entanto, mais tarde se tornou uma revista-irmã da revista LaLa, também outra revista publicada pela Hakusensha. Foi originalmente publicada como uma revista trimestral.

## Séries atuais
- 4 Jigen - Kana Niza
- Aah, Itoshi no Banchō-sama - Mayu Fujikata
- Akagami no Shirayukihime - Sorata Akiduki
- Harukanaru Toki no Naka de 5 - Tooko Mizuno
- Jun'ai Station - Kei Tanaka
- Koi dano Ai dano - Ririko Tsujita
- Mochimochi no Kamisama - Masami Morio
- Mikado no Shihō - Emiko Nakano
- Momoyama Kyōdai - Yuki Fujitsuka
- Natsume Yūjinchō - Yuki Midorikawa
- Nobara no Hanayome - Yū Toyota
- Presant wa Shinju - Ken Saitō
- Shōnen Dolls - Wataru Hibiki
- Toshokan Sensou: Love & War - Kiiro Yumi
- Uchi no Pochi no Yūkoto niwa - Yutaka Tachibana
- Yashio to Mikumo - Nari Kusakawa
- Yoroshiku Master - Sakura Tsukuba

## Ligações Externas
- Site Oficial - (em japonês)